# Gunnar Setterquist
Erik Gustaf  Gunnar Setterquist, född 19 oktober 1879 i Örebro församling, Örebro län, död 2 september 1936 i Örebro Olaus Petri församling, Örebro län, var en svensk orgelbyggare.

## Biografi
Gunnar Setterquist föddes 1879 i Örebro församling. Han invaldes 1917 som associé i Kungliga Musikaliska Akademien. Han avled 1936 i Örebro Olaus Petri församling.
Han var ägare till Setterquist & Son Orgelbyggeri.